# 吳桭臣
吳桭臣（1664年—？），字南榮，小字蘇還，江南蘇州府吳江縣人，生於寧古塔，清朝詩人。吳兆騫之子。

## 生平
順治十四年（1657年），吳兆騫因“丁酉科場案”流放寧古塔（今黑龍江省寧安市），一年後其妻葛采真到寧古塔與夫會合，在戍所生吳桭臣。康熙二十年（1681年）得以贖歸，吳桭臣隨父入關，終生不仕。吳兆騫死後，吳桭臣遊歷各地名山大川。康熙四十六年（1707年），吳桭臣出遊至京師，與馮協一一同居住在長春寺。同年十二月，馮協一補福建汀州府知府，邀請吳桭臣一道前往。康熙四十七年（1708年）二月，吳桭臣跟隨馮協一赴任。康熙五十二年（1713年），馮協一遷臺灣府知府，吳桭臣隨從赴臺。著有《寧古塔紀略》、《閩遊偶記》。